# Clara Charf
Clara Charf (Maceió, 17 de julho de 1925) é uma militante comunista brasileira e ativista pelos direitos das mulheres.
Clara foi uma das primeiras brasileiras a ter os direitos políticos cassados pela ditadura militar, em 1964.

## Biografia
Clara nasceu na capital alagoana, em 1925, mas se criou no Recife. Filha de um casal de judeus russos que chegara a Maceió fugindo da perseguição antissemita no Leste Europeu. Seus pais se mudariam para o Recife em uma época de efervescência política, com o fim da Segunda Guerra Mundial. Ainda muito pequena, conheceu pessoas que tinham sido prisioneiras do Estado Novo, principalmente militantes comunistas. Havia uma animação no ar devido à vitória da União Soviética e dos países aliados sobre o nazismo.
Inicialmente, Clara militava divulgando comícios ou propagando as ideias comunistas. Impactada com toda a pobreza e miséria que via ao seu redor, chegou a pensar em ser médica, de maneira a aplacar um pouco o sofrimento das pessoas. A oficialização de sua militância veio apenas aos 21 anos, quando se filiou ao Partido Comunista Brasileiro (PCB). Seu pai era contra sua posição política e militância. Ele não acreditava que a democracia pudesse se sustentar e não gostava de ver Clara militando.
Sem poder estudar medicina, Clara trabalhou na base naval norte-americana no Recife. Por saber um pouco de inglês e datilografar, ela se tornou copista em inglês. Clara só pôde estudar datilografia e inglês com o dinheiro que a mãe guardava das compras, sem o marido saber. Em 1946, Clara se mudou para o Rio de Janeiro, onde queria se tornar piloto de avião. Mas como não havia mulheres pilotos, ela se tornou aeromoça na Aerovias Brasil.
No Rio de Janeiro, a militância era mais intensa. Como aeromoça, podia levar e trazer documentos para o partido. Trabalhando e militando, Clara recrutava as pessoas em praça pública, conclamando as pessoas a entrar no "partido do Prestes". Era uma época aberta, de conclamação, mas sem preparo ou organização, que durou cerca de dois anos.

## Marighella
Clara conheceu Carlos Marighella por volta dessa época. Ele era parlamentar e os dois se encontraram casualmente. Juntos, trabalharam na fração parlamentar, uma forma que o Partido Comunista encontrou de ajudar os parlamentares, um tipo de assessoria coletiva da qual Marighella era deputado e responsável. Clara largou o emprego de aeromoça e começou a trabalhar na Câmara dos Deputados, ajudando na documentação, no arquivo, na datilografia, na parte política, onde os dois trabalhavam lado a lado.
O partido acabaria fechado, mas a fração parlamentar continuou aberta até 1948, quando os mandatos foram cassados. Foi um dos parlamentares mais combativos, tendo recebido cartas de todo o país de trabalhadores dos correios, de ferroviários, de todas as profissões, material que utilizava em seus discursos e no trabalho de parlamentar.
Quando os dois começaram a namorar, seu pai Gdal Charf ficou furioso, vindo do Recife ao Rio de Janeiro para buscar a filha. Ele não queria que ela se envolvesse com um "preto, comunista e cristão". Temendo que a reação do pai pudesse prejudicar o Partido Comunista, Clara retornou com ele. Assim que chegaram, Gdal queimou suas roupas e seus documentos para impedi-la de sair de casa. Clara fugiu mesmo assim, se refugiando na casa da deputada Adalgisa Rodrigues Cavalcanti, que lhe costurou um vestido. Clara o vestiu e fugiu à noite com Marighella.
Em 1948, Clara foi morar com Marighella no Méier. Em 1949, após a cassação dos mandatos de todos os parlamentares do PCB, no governo do general Eurico Gaspar Dutra, o casal se mudou para uma rua operária no Ipiranga, em São Paulo, para ocupar cargos dentro do partido. Lá Clara se tornou coordenadora do Movimento Feminino Paulista do PCB e Marighella era primeiro-secretário do Comitê Regional Piratininga.
Em casa, o serviço doméstico era dividido. Ele lavava as roupas, Clara passava, enquanto ele lia livros de teoria política, poemas e matérias dos jornais em voz alta. Apesar dos casos extraconjugais de Marighella, o casal não se separou em 22 anos de união. O casal continuava na militância clandestina, trocando de nomes, fugindo da perseguição.
Em 1952, Marighella foi para a China, chefiando a primeira delegação dos comunistas. Clara teve a incumbência de ir até Campinas, para montar uma escola. Lá foi recebida por um companheiro de luta que estava sendo perseguido. Ao chegar na casa dele, a polícia cercou a rua e fez uma batida. O companheiro fugiu, mas Clara, sem conhecer direito a cidade, foi presa e sua mala de livros, sua bagagem e sua máquina de escrever foram apreendidos. Ao abrirem sua bagagem, eles encontraram uma faixa com escritos em japonês da Federação dos Trabalhadores Agrícolas do Japão que Clara pretendia mostrar aos alunos. A polícia começou então a alardear que tinham prendido uma espiã interncional chamada Marta Santos, o nome que constava em uma receita de óculos de Clara, que teria sido abandonada pelo amante.
Clara ficou presa por alguns meses. Foi solta devido a um habeas corpus que julgou que ter material comunista não era crime, diferente de ser preso distribuindo o material. Ela ainda estava presa quando Marighella retornou da China, clandestinamente.
O casal saiu da clandestinidade em 1957, com o governo de Juscelino Kubitschek. Eles retornaram ao Rio, com sua identidade verdadeira, onde alugaram um apartamento no Catete, onde moraram até 1964. Em 1962, foi a Cuba para participar de um encontro de mulheres latino-americanas, representando a Liga Feminina do Estado da Guanabara. O evento, porém, acabou sendo eclipsado pela crise dos mísseis, que aconteceu naquele mês. No ano seguinte, representou o Brasil no congresso internacional de mulheres socialistas realizado em Moscou.
Quando o golpe de estado foi deflagrado no dia 31 de março, Marighella tentou ainda organizar a resistência na Cinelândia. Clara e Marighella deixaram o apartamento no Catete apenas com a roupa do corpo, fugindo da repressão. Porém, ele manteve contato com a zeladora do prédio para que ela mandasse as cartas ou o que chegasse para um novo endereço. Marighella percebeu que estava sendo seguido e entrou em um cinema, na esperança de despistar seus perseguidores. Mas era uma matinê, com várias crianças dentro. A polícia entrou atirando e o baleou três vezes. Levado ao hospital, ele foi operado e depois de se recuperar foi preso.
Marighella foi solto quatro meses depois, período em que Clara achava que ele tinha morrido. O casal começou a ter divergências com a direção do PCB. Na noite de 4 de novembro de 1969, Marighella foi surpreendido por uma emboscada na alameda Casa Branca, na capital paulista, sendo morto a tiros por agentes do DOPS, em uma ação coordenada pelo delegado Sérgio Paranhos Fleury.

## Exílio e retorno
Com o assassinato de Marighella, Clara deixou o Brasil em 1970, exilando-se em Cuba, onde permaneceu sob identidade falsa trabalhando como tradutora por nove anos, sendo também voluntária no campo aos finais de semana. Com a promulgação da Lei da Anistia, em 1979, Clara retornou ao Brasil.
Clara filiou-se ao PT, pelo qual se candidatou a deputada estadual em 1982. Recebeu quase 20 mil votos, mas não se elegeu. Atuou na Secretaria de Mulheres e na Secretaria de Relações Internacionais do partido. Fundou em 2003 a Associação Mulheres pela Paz, responsável pelo projeto "1000 Mulheres para o Prêmio Nobel da Paz".
Em 1996, ao lado do filho do primeiro casamento de seu marido, Carlos Augusto Marighella, requereu à Comissão Especial de Mortos e Desaparecidos Políticos o reconhecimento da responsabilidade do Estado na morte de Carlos Marighella. Ao fim do processo, a comissão concluiu que o militante fora assassinado pela polícia, e determinou que a viúva e seu filho fossem indenizados.

## Homenagem
Em 2005, Clara recebeu o Diploma Bertha Lutz.
Em 2014, Clara foi agraciada com o Prêmio Rose Marie Muraro por seu ativismo pelos direitos das mulheres.
Em 2019, a Câmara Municipal de São Paulo concedeu a Clara o título de cidadã paulistana.